# Neudorf (Höringhausen)
Koordinaten: 51° 17′ 38″ N, 8° 58′ 33″ O
Neudorf ist eine Wüstung in der Gemarkung von Höringhausen, einem Stadtteil von Waldeck im nordhessischen Landkreis Waldeck-Frankenberg.

## Lage
Die Wüstung befindet sich auf 351 m Höhe über NHN rund 2 km nordwestlich von Höringhausen, unweit westlich der Kreisstraße K 14 von Höringhausen nach Ober-Waroldern. Das Naturschutzgebiet Rudolfshagen liegt östlich der Straße. Unweit südwestlich, an einem Hang im Nordosten des Waldgebiets Altenhagen, befindet sich die Wüstung Altenhagen. Der Flurname „Zu Neudorf“ erinnert an die aufgegebene Siedlung, die wohl aus einem Gutshof mit Gesindewohnstätten bestand.

## Geschichte
Die erste urkundliche Erwähnung des Orts ist vom März 1326, als Graf Heinrich IV. von Waldeck von den Edelherren und Brüdern Thielemann und Johannes von Itter (mit dem Einverständnis von deren Söhnen Thilemann, Heinemann, Johann, Wilhelm, Adolph und Berthold) die Vogtei und das Gericht Höringhausen erwarb, zu dem auch Güter u. a. in Niggendorf gehörten.
Graf Otto II. von Waldeck verpfändete 1362 Höringhausen mit Neudorf und den anderen zu Höringhausen gehörigen Siedlungen an Arnold IV. Wolff von Gudenberg. Arnolds Sohn Thile erwarb nach dem Aussterben der Herren von Itter als Lehnsmann der Landgrafen von Hessen die Herrschaft Itter 1381/1383 als Pfandbesitz, womit Höringhausen mit Neudorf zu einer wolffschen oder itterschen Enklave in waldeckischem Territorium wurde. Um die Mitte des 16. Jahrhunderts mussten die Wolff von Gudenberg auf Druck der Grafen von Waldeck und der Landgrafen von Hessen ihre Pfandherrschaft über die Herrschaft Itter endgültig aufgeben und sie zogen sich auf ihre Güter in und um Höringhausen zurück. 1568 gab ihnen Landgraf Wilhelm V. das halbe Dorf Höringhausen als Mannlehen. Später erlangten sie das ganze Dorf Höringhausen einschließlich des Guts Neudorf, wo sie ein Verzeichnis ihrer Häuser und Güter anlegen ließen. Neudorf blieb bis ins frühe 20. Jahrhundert ein Hofgut der Wolff von Gudenberg, war allerdings mindestens ab 1768 verpachtet.
Auf der Karte des Fürstentums Waldeck und der angrenzenden Gebiete von 1733 ist Neudorf mit dem Symbol für Herrenhäuser verzeichnet. 1862 wird das Gut Neudorf in einer Statistik des Großherzogtums Hessen mit zwei Einwohnern und einem Haus aufgeführt. 1885 wird nur das Wohnhaus, aber ohne Bewohner erwähnt.
Als in den Jahren 1878–1881 die Verkoppelung der Grundstücke in Höringhausen durchgeführt wurde, blieben neben allen Bewaldungen in der Gemarkung auch die Grundstücke des in Pacht bewirtschafteten Guts davon ausgeschlossen. Erst 1908 war es der Gemeinde Höringhausen möglich, mit Hilfe eines Bankdarlehens und einer privaten Bürgschaft, das etwa 300 Morgen umfassende ehemals Wolff von Gudenbergische Gut Neudorf zu kaufen. Dessen gesamtes Gelände wurde in einzelne Parzellen aufgeteilt und dann 1910 Flurstück um Flurstück an Einwohner des Dorfs verpachtet. Die letzte Scheune des alten Hofs Neudorf wurde 1919 abgebrochen.